# استعلاء
الاستعلاء لغةً: الارتفاع. واصطلاحًا: ارتفاع اللسان إلى الحنك الأعلى عند النطق بالحرف، وحروفه سبعة مجموعة في قولك: «خص ضغط قظ»، ثم إن المعتبر في الاستعلاء استعلاء أقصى اللسان سواء استعلى معه بقية اللسان أم لا ولذا لم تعد أحرف وسط اللسان وهي الجيم والشين والياء غير المدية من أحرف الاستعلاء لأن وسط اللسان هو الذي يعلو عند النطق بها فقط. ولم تعد الكاف كذلك لأنه لا يستعلى بها إلا ما بين أقصى اللسان ووسطه.